# Schwerttanz
Schwerttänze sind eine Gruppe von Volkstänzen. Sie schließen Schützentänze, Scheinschlachttänze und Duotänze oder Solotänze, wie beispielsweise traditionelle schottische Schwerttänze, ein. Auch der Messertanz, ein mittelalterlicher Zunfttanz, gehört zu den Schwerttänzen.

## Varianten von Schwerttänzen
Kettenschwerttänze gibt es überall in Europa, besonders in Deutschland, Österreich, Albanien, England und Spanien. Englische Schwerttänze sind die Rapper-Sword- und Long-Sword-Tänze. Europäische Schwerttänze fanden besonders in einem Raum statt, der dem Heiligen Römischen Reich zwischen 1400 und 1500 entspricht. Es gab auch viele Kettenschwerttänze auf der Iberischen Halbinsel. Die Schwerttänze des Baskenlandes, Andalusiens und Galiciens werden auch heute in ungebrochener Tradition aufgeführt.
Scheinschlachtschwerttänze gibt es weltweit. Sie schließen das Saltatio Armatum der Römer ein sowie einige türkische, persische, griechische, nahöstliche und japanische Volkstänze. Einige europäische Schwerttänze haben Elemente sowohl der Ketten- als auch der Scheinschlachttänze, wie der Schwerttanz der Insel Korčula in Kroatien.

## Galerie

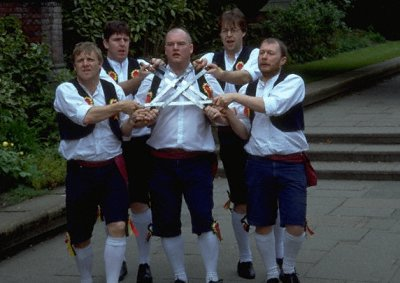
Newcastle Kingsmen (England)
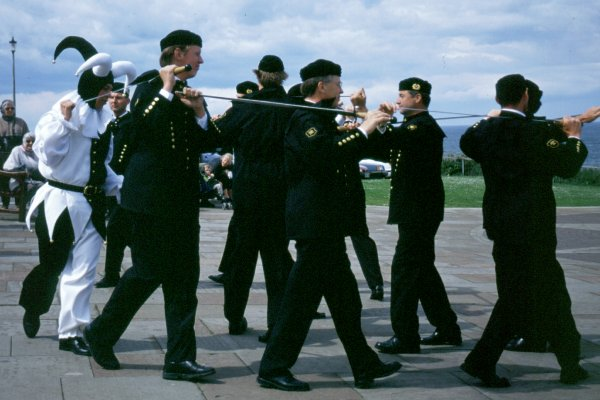
St.-Martin-Schwerttänzer (Österreich)
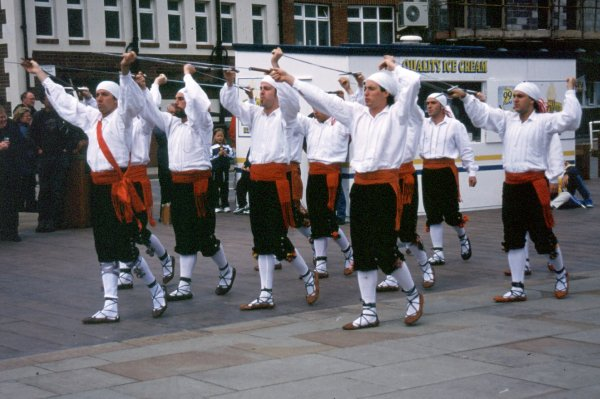
Kemen Dantza Taldea (Baskenland)
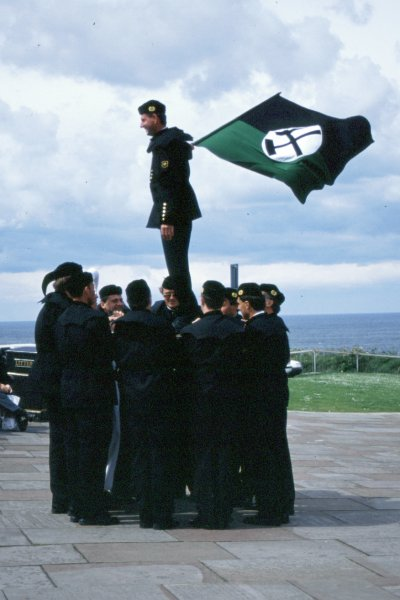
St.-Martin-Schwerttänzer (Österreich)
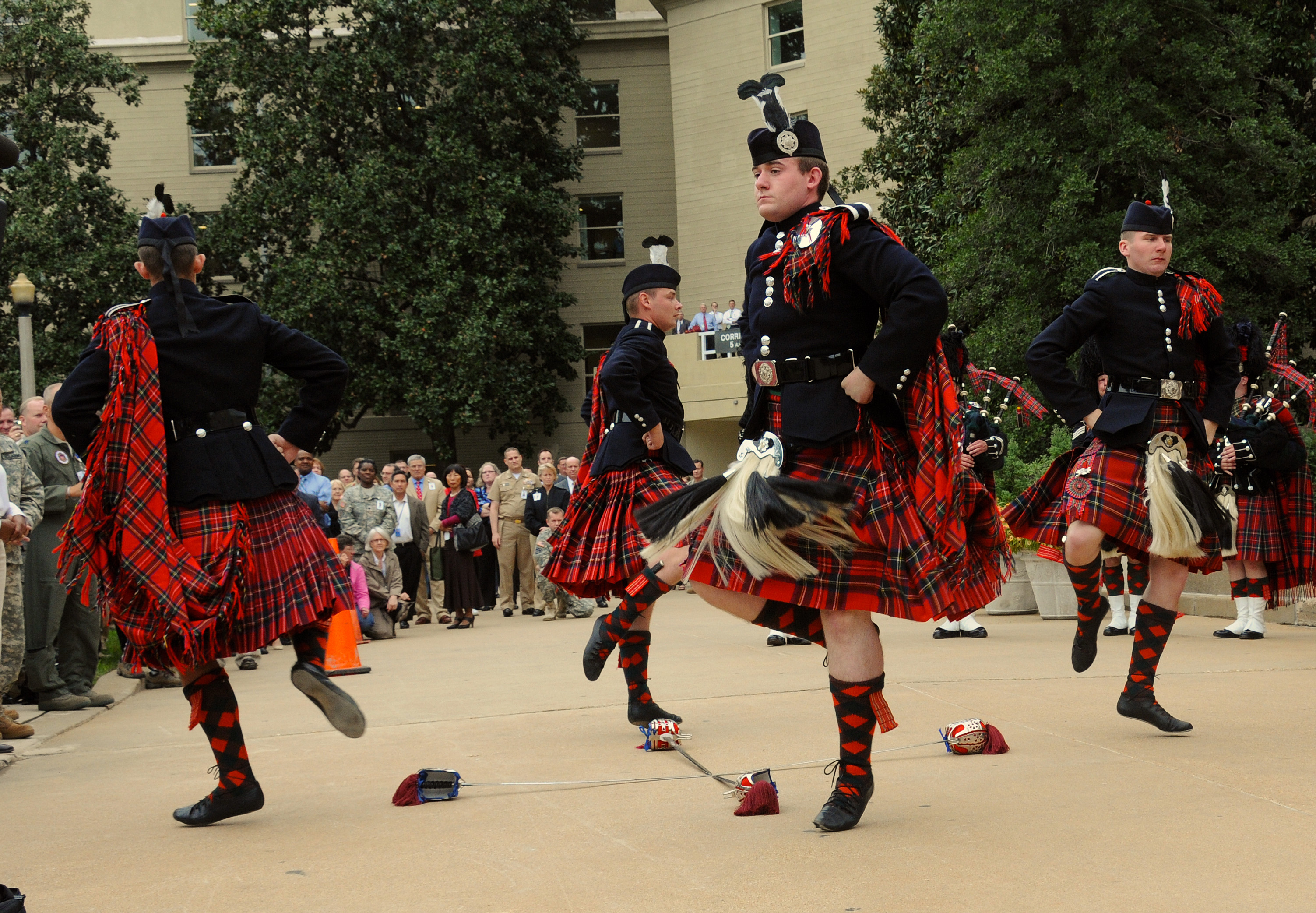
Argyle Broadswords (Schottland)
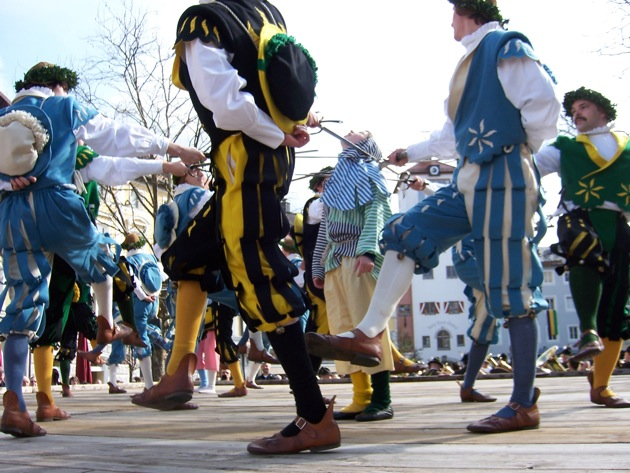
Traunsteiner Schwerttanz – Dem Winter geht es an den Kragen. (Deutschland)